# Schloss Dietldorf

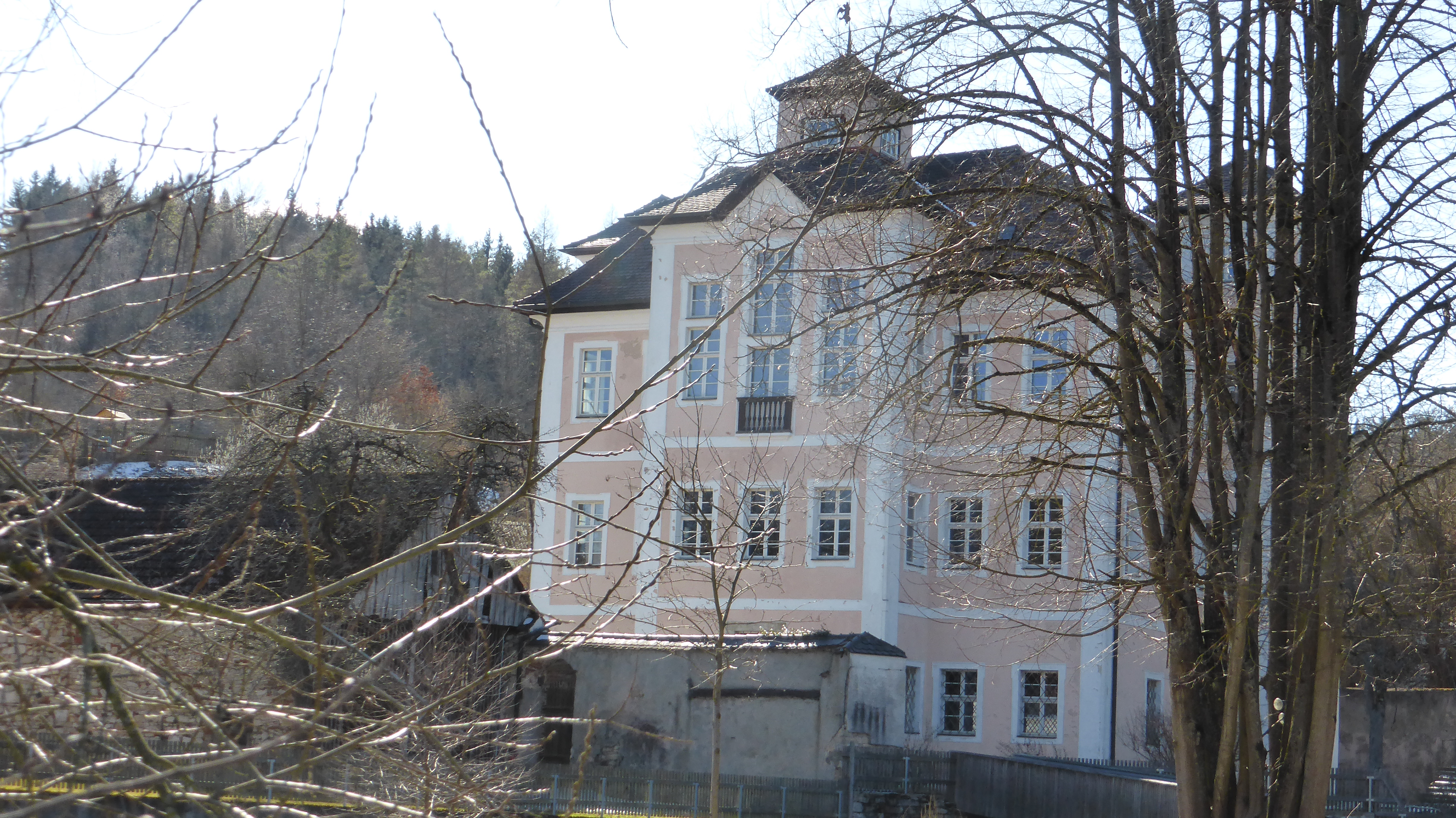
Hofmarkschloss Dietldorf bei Burglengenfeld

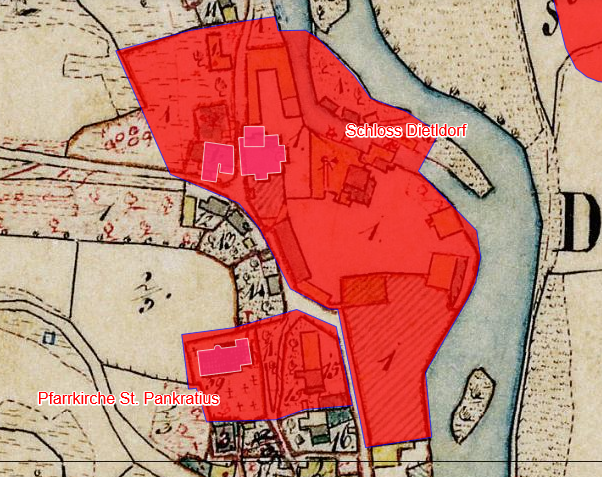
Lageplan von Schloss Dietldorf auf dem Urkataster von Bayern

Das Schloss Dietldorf (bisweilen auch als  Hofmarkschloss Dietldorf oder Hammerschloss Dietldorf bezeichnet) ist ein denkmalgeschütztes Gebäude im Gemeindeteil Dietldorf der oberpfälzischen Stadt Burglengenfeld im Landkreis Schwandorf von Bayern (Dietldorf 1a und 1b). Das ehemalige Hammerschloss liegt an der Vils und ist unter der Aktennummer D-3-76-119-64 als Baudenkmal verzeichnet. „Archäologische Befunde des Mittelalters und der frühen Neuzeit im Bereich des Schlosses von Dietldorf, darunter die Spuren von Vorgängerbauten und des zugehörigen Eisenhammers“ werden zudem als Bodendenkmal unter der Aktennummer D-3-6737-0162 geführt.

## Geschichte
1390 wird in Niederdietldorf, dem heutigen Dietldorf, ein Schienhammer, 1457 in Oberdietldorf, dem heutigen Pettenhof, ein Blechhammer erwähnt. Beide waren ursprünglich Besitzungen des Schottenklosters St. Jakob in Regensburg. Gegen Ende des Hammerbetriebs wurde hier bis 1849 ein Waffenhammer betrieben.
Als erster Hammermeister ist 1454 Ulrich Teuchler bezeugt, 1447 folgt Hans Pachmann aus Amberg und 1463 Hans Altmann aus Regensburg. Dann kommen die Pirzers, dann wieder die Teuch. 1511 ist als Hammerbesitzer Erhard Reich genannt, der auch den Baumburger Turm zu Regensburg (Watmarkt 4) besaß. 1573 erhalten Hans Oberstetter und seine Ehefrau Wandula Senft von Sulburg (Saulburg) von Herzog Philipp Ludwig die Landsassenfreiheit für den Hammer in Niederdietldorf. 1592 ist Klemens Knorr Hammermeister zu Dietldorf. 1612 wird Moritz Heinrich Knorr als Besitzer genannt. Im Dreißigjährigen Krieg kommt der Besitz auf die Gant und wird erst am 4. Juni 1665 an den aus Braunschweig stammenden Johann Ernst von Rautenstein verkauft. Dieser hat sich sehr bemüht, das heruntergekommene Werk wieder in die Höhe zu bringen, er verunglückt aber bereits 1666 bei einer Wagenfahrt nach Kiel. Seine Witwe, eine geborene Elisabeth von Friesen, heiratete 1668 den Hammerwerksbesitzer von Traidendorf, Friedrich Eberhard Tänzl von Tratzberg, und brachte ihm das Hammergut Dietldorf zu.
Die Familie der Tänzl stammte ursprünglich aus Innsbruck und der Stadt Schwaz im Unterinntal von Tirol, dort waren sie als einfache Bürger ansässig und betätigten sich als Teilhaber der Schwazer Bergwerke (urkundlich sind sie erstmals 1350 als „Pürger zu Innspruck“ nachgewiesen). Die Schwazer Bergwerksbesitzer Veit-Jakob und Simon Tänzl erhielten das Prädikat „von Tratzberg“ für den Wiederaufbau des bei Jenbach im Unterinntal über dem Inn gelegenen Schloss Tratzberg.
Die oberpfälzische Linie der Freiherrn Tänzl von Trazberg ist im Jahre 1655 begründet worden. Damals kaufte Karl Siegmund von Tänzl im Jahre 1655 als kurfürstlicher Kämmerer, Hofkriegsrat, Pfleger zu Frohnstein und Kastner zu Laaber die Hofmark Traidendorf im Vilstal. 1668 kommen die Tänzls durch Heirat auch an das benachbarte Dietldorf. Dort lässt sich Friedrich Eberhart Tänzl zwischen 1700 und 1706 das heute noch bestehende Schloss Dietldorf erbauen, in das er zusammen mit seiner dritten Ehegesponsin Marie Theresia von Altersheim 1706 übersiedelte; ihr Wappen und das der Tänzl findet sich im Giebelfeld des Schlosshoftores. Friedrich Eberhart von Tänzl war viermal verheiratet; er lebte mit seiner vierten Gattin Maria Katharina aus dem oberpfälzischen Adelsgeschlecht derer von Loefen-Ebermannsdorf zuletzt in seinem Haus in Amberg, wo er 1728 starb. Der Sohn Franz Anton (1680–1756) übernahm später das Schlossgut Dietldorf und heiratete die Tochter Katharina Cordula des Hammerwerksbesitzers Freiherrn von Vischpach von Schmidmühlen. Zur Hofmark Dietldorf gehörten 1788 ein Bräuhaus, ein Waffenhammer sowie eine Polier-, eine Mahl- und eine Sägemühle, ferner die Einöden Oberdietldorf, Matzhausen, Gaishof, Griestal, Machtlwies und Preuschelhütten (bei Ziegelhof).

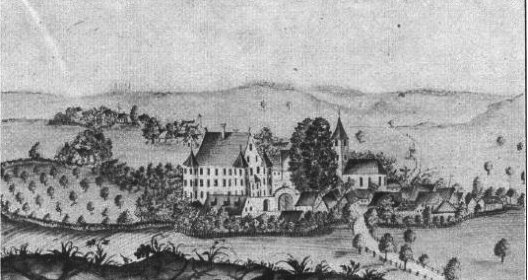
Hofmark Dietldorf nach einem Stich von Georg Hämmerl (um 1800)

Maximilian Freiherr Tänzl von Trazberg war von 1885 bis 1890 Reichs- und Landtagsabgeordneter und hat sich um die Förderung des Feuerlöschwesens im Bezirk Burglengenfeld verdient gemacht. Seine Gattin war eine Gräfin Amalie Fischler von Treuberg aus Schloss Holzen in Schwaben, deren Mutter war die mexikanische Herzogin Isabella von Goyaz. Der 1872 in Dietldorf geborene Freiherr Philipp von Tänzl war ab 1921 Schlossherr auf Dietldorf. Vorher hatte er das Amt eines Oberamtsrichters ausgeübt und sich auch als Konzertsänger einen Namen gemacht. Er bekleidete etliche Jahre den Posten eines 2. Bürgermeisters in Dietldorf und den eines Bezirksrates in Burglengenfeld († 14. Juni 1935). Mit ihm, dem königlich bayerischen Kammerjunker sowie „Herrn und Landmann von Tirol“, ist das freiherrliche Haus der Tänzl von Trazberg im Mannesstamm erloschen.
Seit 1936 war die am 8. Juni 1885 zu Dietldorf geborene Freiin Antonie von Tänzl, die unvermählt geblieben war, das letzte Mitglied der freiherrlichen Familie derer von Tänzl. Als Erzieherin der Prinzessin Gundelinde von Bayern, der späteren Gräfin von Preysing auf Schloss Moos bei Plattling, sowie als Hofdame der Prinzessin Hildegard von Bayern (auf Schloss Wildenwart bei Prien am Chiemsee) trat Antonie von Tänzl in enge Beziehungen zum bayerischen Königshaus. Im Jahre 1922 schied sie aus dem Hofdienst und übernahm die Bewirtschaftung des väterlichen Gutes Dietldorf. Daneben arbeitete sie als Heimatschriftstellerin. Am 4. November 1954 verstarb sie in Regensburg im Alter von 69 Jahren als letzte Angehörige dieses Adelsgeschlechts in der Oberpfalz.
Das Geschlecht der Tänzl von Trazberg auf Dietldorf lebt in dem 1943 durch Antonie von Tänzl adoptierten Diplomkaufmann Dr. rer. pol. Josef Freiherrn Tänzl von Trazberg fort (geboren 1899 als Sohn des Kunstmühlenbesitzers Johann Gollwitzer in Untermantel), der 1929 auf Schloss Voithenberg bei Furth im Wald Maria Anna Freiin von und zu Aufseß heiratete, eine Enkelin des Gründers des Germanischen Nationalmuseums zu Nürnberg, Freiherr Hans von und zu Aufseß. Der jetzige Besitzer wurde von der letzten Namensträgerin derer von Tänzl an Kindesstatt angenommen und seine Familie bewirtschaftet seit 1945 das Schlossgut Dietldorf.

## Schloss Dietldorf heute
Das Schloss ist ein dreigeschossiger Walmdachbau im Stil der italienischen Spätrenaissance, entworfen von einem Baumeister, den Friedrich Eberhard Tänzl aus Italien angeworben hatte, und errichtet zwischen 1700 und 1705. Als Vorbild für den für die Oberpfalz ungewöhnlichen Bau diente angeblich eine Veroneser Villa. An drei Seiten ist der Bau mit einem Mittelrisalit ausgestaltet. Die Fassadengestaltung wurde mit geohrten Fensterfaschen, Ecklisenen und einer Gesimsgliederung vorgenommen. Das Barockportal ist mit „1700“ bezeichnet, es zeigt das Allianzwappen des Friedrich Eberhart Freiherrn von Tänzl und seiner Gattin Maria Theresia von Altersheim.

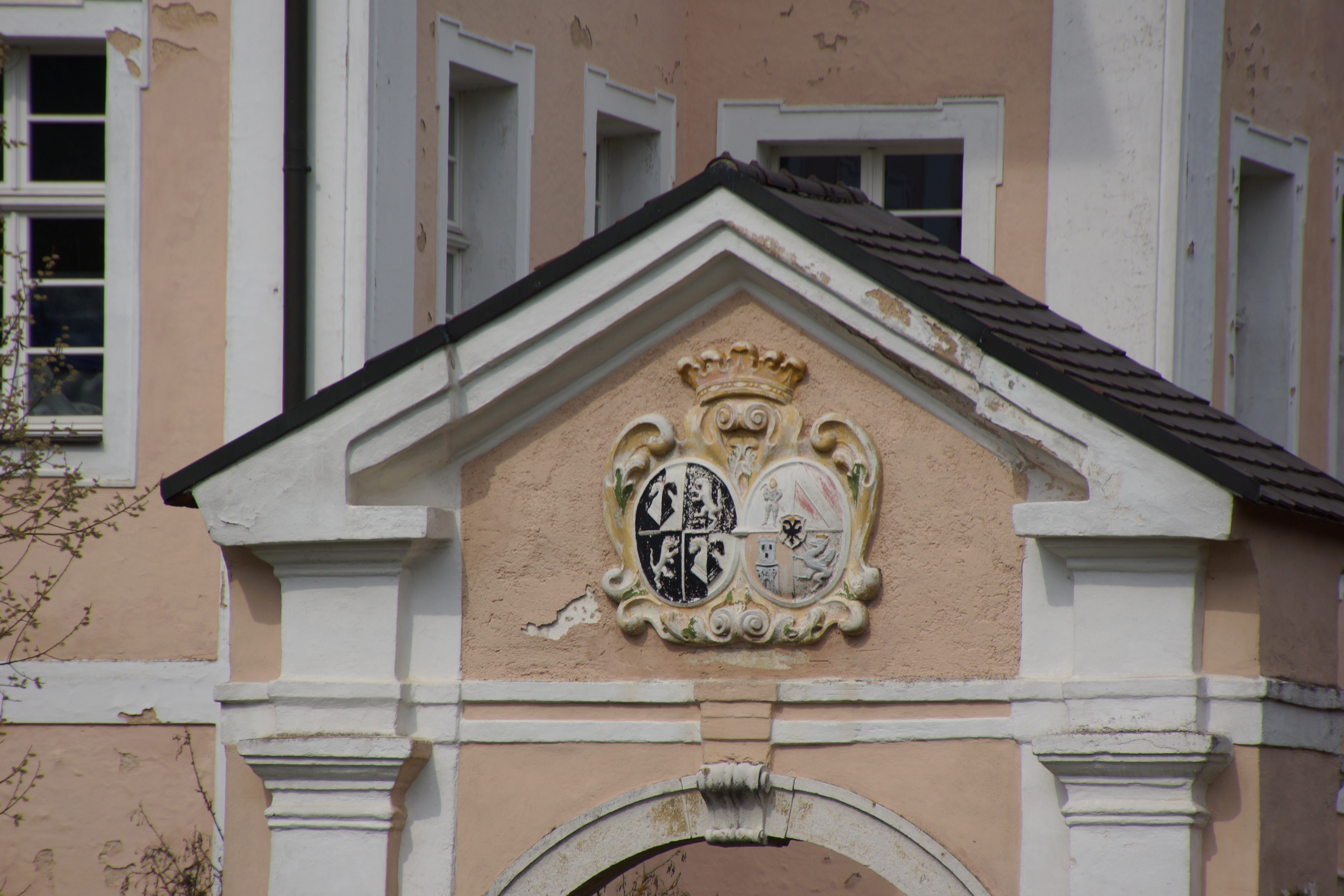
Eingangsportal mit Allianzwappen

Die Hofmauer ist aus teils verputztem Bruchstein- und Ziegelmauerwerk errichtet, das aus dem 18. Jahrhundert stammt. Das ehemalige Nebengebäude des Schlosses „Beim Schreiner“ ist ein lang gestreckter, dreigeschossiger Halbwalmbau mit einem zweigeschossigen Pultdachanbau im Osten; im Kern stammt es aus dem 17. Jahrhundert, es  besitzt einen südlichen Anbau aus der Zeit nach 1920.

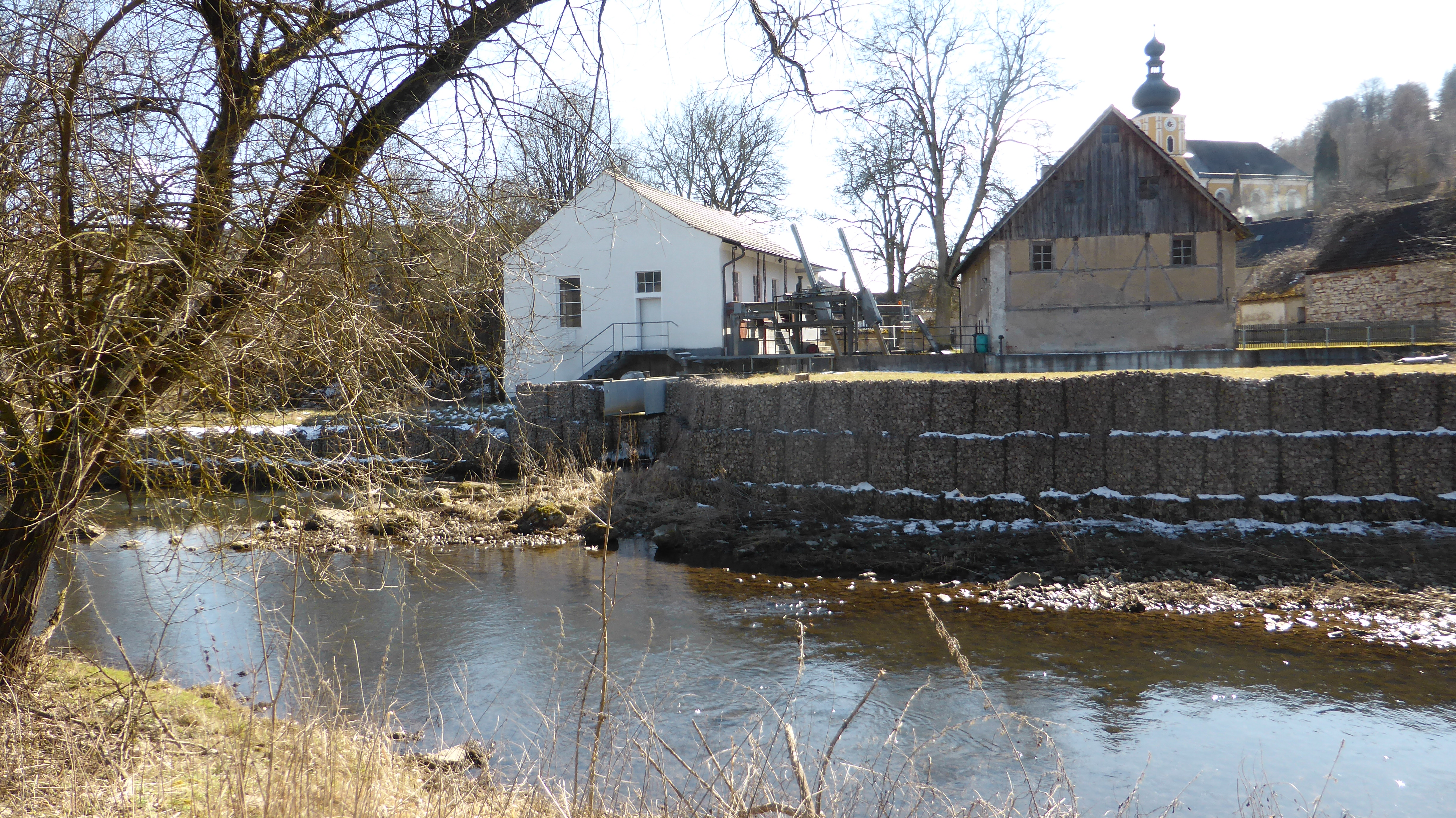
Wehranlage bei Schloss Dietldorf

Das Hammerwerk stellte 1840 seinen Betrieb ein. Die Wasserkraftanlagen beim Schloss sind 2012 modernisiert worden und werden zur Elektrizitätsgewinnung genutzt.
Das Schloss befindet sich im Besitz der Grafen von Spreti, einem altadeligen Grafengeschlecht aus Ravenna/Italien, welches seit 1701 in Bayern ansässig ist. Schloss Dietldorf wird privat bewohnt und ist der Öffentlichkeit nicht zugänglich.
Der Schlosspark wird durch kulturelle Veranstaltungen fallweise einer breiteren Öffentlichkeit zugänglich gemacht.